# Salish
Salish er en sprogfamilie som tales i det nordvestlige USA og i British Columbia i Canada. Der er omkring 25 sprog i sprogfamilien som tilsammen tales af omkring 3.500 mennesker. Sprogene er blandt andre shuswap, okanagan-colville, bella coola (også kaldet nuxalk), halkomelem, spokane, kalispel-flathead og coeur d'Alène.
Salish-sprogene indgår i et sprogforbund med ca. 10 sprogfamilier og isolater (bl.a. eyak, tlingit, athapaskisk og wakashan) som tales af nordvestkystfolk (en), som lever mellem Stillehavskysten og bjergene bag ved kysten fra det nordlige Californien til det sydlige Alaska.